# CFA
CFA (англ. Chartered Financial Analyst) — сертифікований фінансовий аналітик. Сертифікат професіонала в сфері інвестиційної діяльності.
Більшість роботодавців світу в інвестиційній сфері високо оцінюють цей сертифікат.
Для отримання сертифікату потрібно скласти три рівні іспитів (кожен один раз в рік, крім першого, котрий можна складати двічі на рік), мати відповідну освіту та досвід роботи. Навчання та іспити проводяться англійською мовою.